# Rhododendron dendrocharis
Rhododendron dendrocharis är en ljungväxtart som beskrevs av Adrien René Franchet. Rhododendron dendrocharis ingår i släktet rododendron, och familjen ljungväxter. Inga underarter finns listade i Catalogue of Life.

## Bildgalleri

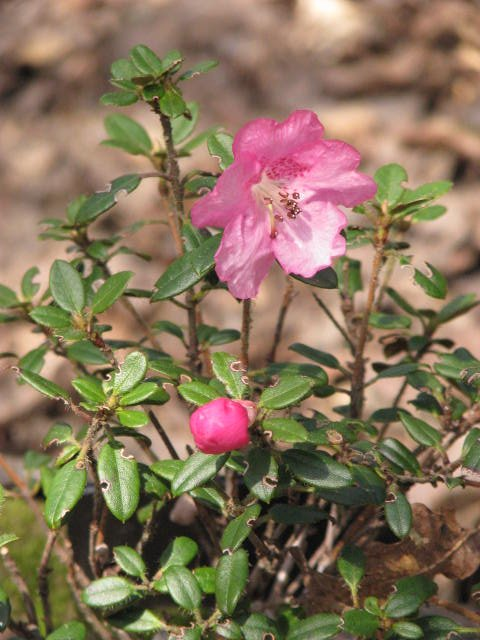